# 自由対流層
自由対流層（じゆうたいりゅうそう, Free convective layer）とは、地表付近にある空気塊を自由対流高度(LFC)まで持ち上げた後、浮力により自然に上昇していく大気層のこと。自由対流高度から平衡高度(EL)までの層。この層では、上昇していく空気塊よりも周囲の気温（環境温度）の方が低くなるため、空気塊の上昇が促される。
自由対流層が厚いと、大気の不安定度が増し、積乱雲の高さも増す。